# Ixodes vespertilionis
Ixodes vespertilionis este o specie de căpușe din genul Ixodes, familia Ixodidae, descrisă de Koch în anul 1844. Conform Catalogue of Life specia Ixodes vespertilionis nu are subspecii cunoscute.